# NGC 2762
NGC 2762 је спирална галаксија у сазвежђу Велики медвед која се налази на NGC листи објеката дубоког неба.
Деклинација објекта је + 50° 25' 6" а ректасцензија 9h 9m 54,4s. Привидна величина (магнитуда) објекта NGC 2762 износи 15,7 а фотографска магнитуда 16,5. NGC 2762 је још познат и под ознакама MCG 8-17-45, CGCG 264-72, PGC 25828.